# 松本純一
松本 純一（まつもと じゅんいち、1983年11月4日 - ）は、熊本県玉名市出身のサッカー指導者。

## 来歴
2007年から2008年にかけてアメリカに渡り、野球の独立リーグやアイスホッケーのチームでインターンシップトレーナーを経験した。帰国後は地元・ロアッソ熊本のトレーナーを務め、2013年にトップチームのフィジカルコーチに就任した。座右の銘は起死回生。
2018年、FC町田ゼルビアのフィジカルコーチに就任。
2021年12月27日、ベガルタ仙台のフィジカルコーチに就任。
2024年より、レノファ山口FCのフィジカルコーチに就任。
2025年より、鹿児島ユナイテッドFCのフィジカルコーチに就任。

## 指導歴
- 2007年  アメリカン・アソシエーション・ペンサコーラ・ペリカンズ インターンシップトレーナー
  - 2007年 - 2008年  ECHL・ペンサコーラ・アイス・パイロッツ インターンシップトレーナー
- 2008年10月 - 2016年  ロアッソ熊本
  - 2008年10月 - 2012年 トップチーム、ユース トレーナー (非常勤)
  - 2013年 - 2016年 トップチーム フィジカルコーチ
- 2017年  横浜F・マリノス アシスタントフィジカルコーチ/フィジカルコーチ
- 2018年  FC町田ゼルビア フィジカルコーチ
- 2019年 - 2021年  ガンバ大阪 フィジカルコーチ
- 2022年 - 2023年  ベガルタ仙台 フィジカルコーチ
- 2024年  レノファ山口FC フィジカルコーチ
- 2025年 -  鹿児島ユナイテッドFC フィジカルコーチ